# Дезормьер, Роже
Роже́ Дезормье́р (фр. Roger Désormière; 13.9.1898, Виши — 25.10.1963, Париж) — французский дирижёр и композитор.

## Очерк биографии и творчества
Учился в Парижской консерватории по классу флейты у Ф.Гобера; брал уроки теории музыки и композиции у Ш. Кеклена. Дебютировал как дирижёр в 1921 в зале «Concerts Pleyel». В 1-й половине 1920-х входил в круг младших друзей и единомышленников Эрика Сати, дирижировал премьерой его одноактного балета «Меркурий» (1924). В середине двадцатых годов был участником объединения композиторов «Аркейская школа», в формировании которой принимал участие Сати. В 1924-25 дирижёр «Шведских балетов» (концертная организация в Париже). В 1925-29 — главный дирижёр «Русских сезонов» С. П. Дягилева, в том числе дирижировал балетами С. С. Прокофьева («Стальной скок», 1927, мировая премьера), И. Ф. Стравинского, Ж.Орика, Ф.Пуленка и др. В 1934-46 главный дирижёр, в 1944-46 директор парижской «Опера-Комик».
Дезормьер внёс весомый вклад в процесс возрождения старинной музыки (см. Аутентичное исполнительство). В 1930-32 гг., возглавляя парижское «Общество музыки прошлого» (Société de Musique d’Autrefois), выполнял редакции не исполнявшихся прежде французских сочинений эпохи барокко (А.Кампра, М. Р. Делаланда, Ж. Ф. Рамо) и Ренессанса (К. Лежёна) и исполнял эту музыку в концертах Общества. Дезормьер — один из основателей и дирижёр (1934-51, с 1947 главный дирижёр) Оркестра Французского радио (ORF; ныне существует под названием Национальный оркестр Франции). В 1936 под его управлением прошёл первый концерт группы композиторов «Молодая Франция». Гастролировал как оперный (в миланском театре «Ла Скала», лондонском «Ковент-Гардене») и симфонический дирижёр, в том числе выступал в СССР (1935). Участник знаменитых международных музыкальных фестивалей — Эдинбургского (1949) и Экс-ан-Прованского (1950).
В связи с болезнью мозга (афазия с 1952) рано закончил публичные выступления. Одно из последних появлений Дезормьера на эстраде — концерт современной музыки в Париже 3.12.1951, в котором прозвучали (среди пр.) «Аполлон Мусагет» Стравинского и Концерт № 1 для фортепиано с оркестром Б.Бартока (солистка И.Лорио).
Дезормьер прославился как неутомимый пропагандист французской музыки — старинной, классической и современной. Был близок «Шестёрке» (дирижировал балетными премьерами «Салата» Д.Мийо и «Меркурия» Э.Сати), исполнял также О.Мессиана («Три маленькие литургии», мировая премьера с Оркестром концертного общества Парижской консерватории, 1945; «Турангалила», впервые во Франции, 1950) и раннего П.Булеза (кантата «Солнце вод», мировая премьера, 1950).
Среди известных аудиозаписей — «Море» (с Чешским филармоническим оркестром; 1950) и «Пеллеас и Мелизанда» К.Дебюсси (1941, первая полная запись оперы), «Поручик Киже» С. С. Прокофьева (1950-52). С. Т. Рихтер высоко ценил запись симфонической пьесы «Море» под управлением дирижёра. Так, 22.12.1975 года, после очередного прослушивания триптиха Рихтер записал в дневнике, что это «чудо Дебюсси», а сама пластинка с записью была проиграна «вероятно около 100 раз».
Автор музыки к нескольким кинофильмам (с 1935), среди них — известный шедевр французского кинематографа «Правила игры» (совместно с Ж.Космой, 1939).